# بابلو (مسلسل تلفزيوني)
بابلو (بالإنجليزية: Pablo)‏ هو مسلسل تلفزيوني للأطفال عرض في أيرلندا الشمالية لأول مرة في 2 أكتوبر 2017. تم إنشاؤه بواسطة غرين ماكجينيس. تدور أحداث المسلسل حول مغامرات بابلو، وهو طفل مصاب بالتوحد يبلغ من العمر خمس سنوات، وأصدقائه الخياليين من الحيوانات المجسمة، الذين يخوضون مغامرات في «عالم الفن» الخاص ببابلو.

## روابط خارجية
- صفحة بابلو الرسمية في CBeebies
- بابلو  في قاعدة بيانات الأفلام على الإنترنت (بالإنجليزية)